# Бернем, Эндрю
Э́ндрю Мю́ррей «Э́нди» Бе́рнем (англ. Andrew Murray "Andy" Burnham; род. 7 января 1970, Эйнтри, Мерсисайд) — британский политик, член Лейбористской партии, теневой министр внутренних дел, главный секретарь Министерства финансов, министр культуры и министр здравоохранения в правительстве Гордона Брауна (2007—2010).

## Биография

### Ранние годы
Энди Бернем родился 7 января 1970 года в Эйнтри близ Ливерпуля. В 1988 году окончил Фицуильям-колледж Кембриджского университета, где изучал английскую филологию. В университете познакомился с голландкой Мари-Франс ван Геел (Marie-France van Heel), в 2000 году они поженились. Начал политическую карьеру в Лейбористской партии как помощник члена Палаты общин Тессы Джоуэлл, также работал в Конфедерации НСЗ. С 2003 по 2004 год являлся парламентским личным секретарём министра внутренних дел Дэвида Бланкетта, в 2001—2003 годах входил в Отборочный комитет по здравоохранению.

### Начало карьеры в парламенте и правительстве
В 2001 и 2005 годах избирался в Палату общин в избирательном округе Ли (Большой Манчестер). На парламентских выборах 5 июня 2010 года победил в этом же округе с результатом 51,16 % голосов против 19,5 % у основного соперника — кандидата Консервативной партии Шазии Аван (Shazia Awan). В 2007—2008 годах был главным секретарём Министерства финансов, с 2008 по 2009 — министром культуры, СМИ и спорта, с 2009 по 2010 год — министром здравоохранения. После поражения лейбористов на выборах в 2010 году стал теневым министром здравоохранения, в 2010—2011 был теневым министром образования, с 2011 — вновь теневым министром здравоохранения.
Проигранные лейбористами выборы 2015 года Бернем в своём округе Ли вновь выиграл, получив 53,88 % против 22,64 % у сильнейшего соперника — консерватора Луизы Таунсон (Louisa Townson).

### Избирательная кампания в Лейбористской партии
После этого поражения лидер Лейбористской партии Эд Милибэнд ушёл в отставку, и Бернем принял участие во внутрипартийной кампании по выборам его преемника. 18 июня 2015 года он встретился в телешоу с одной из своих соперниц — Лиз Кендалл. В ходе дискуссии на тему, должна ли партия предусмотреть в своём уставе возможность смены лидера перед парламентскими выборами, если тот не будет пользоваться достаточной поддержкой, Бернем сказал: «Партия всегда важнее» (The party comes first — always). Соперница воспользовалась его оплошностью, возразив: «Нет, страна важнее» (Well, the country comes first). 20 июня 2015 года состоялись дебаты участников кампании в Стивенидже (Хартфордшир), где Бернем вместе с Иветт Купер и Джереми Корбином противостоял той же Кендалл, выступавшей в поддержку программы развития сети так называемых свободных школ (free schools — государственные школы, не находящиеся в ведении местных властей). 12 сентября 2015 года после подведения итогов партийных выборов выяснилось, что Энди Бернем получил второе место и 19 % голосов, безнадёжно отстав от победителя Джереми Корбина, набравшего почти 60 %.

### Теневой министр внутренних дел
После победы Корбина 10 членов прежнего теневого кабинета лейбористов подали в отставку, и 14 сентября 2015 года новый лидер партии назначил новый кабинет, в котором Эндрю Бернем получил место теневого министра внутренних дел.
6 октября 2016 года оставил теневой кабинет с намерением принять участие в выборах мэра большого Манчестера.

### Мэр Большого Манчестера
5 мая 2017 года победил на выборах мэра Большого Манчестера с результатом 63 % и стал первым мэром этой городской агломерации, избранным прямым голосованием (немногим ранее он отказался от своего депутатского мандата в Палате общин)..

## Личная жизнь
Во времена учёбы в Кембридже, когда Эндрю и его будущая жена Мари-Франс уже были парой, он разрешил ей принять участие в телевизонном шоу «Свидание вслепую» (Blind Date) с ведущей Силлой Блэк. Мари-Франс, которую тогда называли Фрэнки, провела со своим избранником романтическое свидание в Гибралтаре, после которого при новом появлении в шоу тот назвал её «холодной рыбой», а Фрэнки бросила в него подушку.